# Leben mit Behinderung Hamburg Elternverein
Der Verein Leben mit Behinderung Hamburg Elternverein ist eine der ältesten deutschen Selbsthilfeorganisationen von Eltern und Freunden Behinderter und engagiert sich für ein selbstbestimmtes Leben behinderter Menschen im Hamburger Raum, u. a. durch selbstständige und betreute Wohnangebote, Bildungs- und Arbeitsförderung sowie die Betreuung und Mobilität von Behinderten. Ziel des Vereins ist die aktive Teilhabe von Behinderten, ihren Familien und Freunden am Leben der Stadt.

## Organisation und Tätigkeitsbereiche
Der aus einer Elternvereinigung hervorgegangene heutige Verein betreibt über eine Tochtergesellschaft Tagesstätten und 49 Wohngruppen in Hamburg und Umgebung. Er verfügt über Betreuungs- und Pflegedienste, verschiedene Beratungseinrichtungen sowie aktive Gruppen zur gesellschaftlichen und politischen Sichtbarmachung der Interessen Behinderter und ihrer Angehörigen. Der Verein setzt sich zudem für die Ausbildung und Arbeitsbeschaffung für Behinderte ein und bietet weitgefächerte Bildungs- und Kulturangebote.
Leben mit Behinderung Hamburg Elternverein e. V. ist der Zusammenschluss von mehr als 1500 Familien mit einem behinderten Angehörigen. Über die Tochtergesellschaft Leben mit Behinderung Hamburg Sozialeinrichtungen gGmbH organisiert der Verein praktische Unterstützung in den Bereichen Arbeit, Assistenz und Beratung. Für jüngere behinderte Kinder gibt es eine Hortbetreuung, die ihren speziellen Bedürfnissen angepasst ist. Der Verein bietet pädagogische und sozialpädagogische Hilfe an, z. B. als Selbstständigkeits-Training im Bereich Bildung, Wohnen und im Umgang mit Behörden und Institutionen. Zudem gibt es individuell abgestimmte Angebote der Familienbetreuung, um z. B. dauerbetreuende Familienangehörige zu entlasten und Behinderte und ihre Eltern durch die Paragraphen des Behinderten- und Sozialrechts zu helfen. Individuell betreute Ferienreisen, vor allem im norddeutschen und skandinavischen Raum, werden angeboten. Neben acht Beratungsstellen gibt es einen in der Vereinszentrale des Hildegard-Schürer-Hauses stattfindenden Teilhabesalon, der themen-zentriert Beratungsveranstaltungen anbietet. Der Verein sucht immer wieder das Gespräch mit Politikern und gesellschaftlichen Organisationen sowie mit Vertretern medizinischer Einrichtungen, um über die Situation und die speziellen Bedürfnisse der Behinderten aufzuklären und im Dialog die Rahmenbedingungen für das selbstbestimmte Leben von Behinderten zu verbessern.
Vor dem Hintergrund des Pflegestärkungsgesetzes II und III sowie des Bundesteilhabegesetzes (BTHG) erarbeiten die Berater des Vereins-Projekts ‘Hamburger Wegbereiter’ individuelle unterstützte Entscheidungsfindung für möglichst viel Selbstbestimmung und Inklusion von Behinderten in ihrem Wohn- und Arbeitsbereich und so wenig rechtliche Betreuung wie nötig. Auch in anderen Rechtsfragen, wie beim medizinischen Verfügungsrecht, den Rechten auf staatliche und krankenversicherte Leistungen oder beim Erbschaftsrecht bietet der Verein Fachberatung und Unterstützung an.
Der Verein hat über 1500 Mitglieder. Für den Verein arbeiten 949 Mitarbeiter in Voll- oder Teilzeitbeschäftigung, hinzu kommen 360 freiwillige Helfer. Über 1400 Mitarbeiter engagieren sich als ehrenamtliche rechtliche Betreuer im Verein.

## Geschichte
Als eine der ältesten und größten Selbsthilfeorganisationen Behinderter und ihrer Familienangehörigen wurde der Verein Leben mit Behinderung Hamburg in seiner Geschichte vielfach zu einem Initiator und Wegbereiter der aktiven Teilnahme von Behinderten am gesellschaftlichen, wirtschaftlichen und kulturellen Leben weit über den Hamburger Raum hinaus. Der Verein hat wichtige bundespolitische Entscheidungen für verbesserte Lebensbedingungen von Behinderten mit auf den Weg gebracht; nach seinem Vorbild wurde eine Reihe ähnlicher Vereine in anderen Regionen Deutschlands gegründet.
Der Verein wurde 1956 als Verein zur Förderung und Betreuung spastisch gelähmter Kinder (kurz Hamburger Spastikerverein) gegründet. Die Gründung erfolgte auf Initiative von Kurt Juster (1908–1992) der – während des Nationalsozialismus in Deutschland verfolgt – 1956 aus dem schwedischen Exil nach Hamburg zurückgekommen war und selbst eine behinderte Tochter hatte. Der Verein war eine der wenigen Anlaufstellen für Eltern behinderter Kinder nach dem Krieg, denn die Nazis hatten private und staatliche Förderungs- und Betreuungsmöglichkeiten für behinderte Kinder weitgehend zerstört. In dem jungen Verein bildeten sich früh zahlreiche Gruppen, die sich um Freizeit, Bildung, Reisen und Sport für behinderte Kinder und junge Erwachsene einsetzten.
1958 wirkte der Verein bei der Gründung der ersten Hamburger Sonderschule für spastisch gelähmte Kinder in Hamburg-Eppendorf mit. 1959 waren Kurt Juster und andere Vereinsmitglieder an der Gründung des Verbandes zur Förderung und Betreuung spastisch gelähmter Kinder (heute Bundesverband für körper- und mehrfachbehinderte Menschen e. V.) aktiv beteiligt. Die erste Sonderkindertagesstätte in Hamburg wurde 1960 auf Anregung des Vereins errichtet. 1963 wurde Horst Franke, der ebenfalls Vater einer behinderten Tochter war, Schatzmeister und vielfacher Ideengeber des Vereins und blieb es für die nächsten 26 Jahre.
1968 engagierte sich die Vereinsleitung für die Organisation eines Kongresses unter dem Titel „Bauen für Körperbehinderte – eine gesellschaftspolitische Aufgabe“, eine Pionierleistung, die den Grundstein für behindertengerechte Baunormen legte. 1970 kam es zur Ausgründung der Tochtergesellschaft Gesellschaft zur Errichtung eines Frühbehandlungzentrums für spastisch gelähmte Kinder mbH und der Eröffnung des Meta-Martin-Kindertagesheims (Reinbek) für 10 Kinder mit schweren Behinderungen.
1972 übernahm Hans J. Lührs den Vereinsvorsitz. Unter seinem Vorsitz engagierte sich der Verein tatkräftig für Tagesförderstätten und Wohngruppen. 1973/74 wurde das Kurt-Juster-Heim in Bönningstedt eröffnet; aus der Tageseinrichtung für Kinder wurde 1987 die Tagesstätte Knabeweg. Bald darauf erfolgte die Eröffnung des Tagesheims Roter Hahn (Hamburg-Berne). Anfang der 1970er Jahre begann eine eigene vereinsgestützte Reittherapie für behinderte Kinder auf dem Gelände des Amalie Sieveking Krankenhauses in Hamburg-Volksdorf. Zudem wurden erste Ferienbetreuungen für behinderte Kinder dauerbetreuender Eltern unter dem Namen ‘Gastweise Unterbringung organisiert. Sie ermöglichten es den Eltern, Urlaub zu machen, während die behinderten Kinder oder Jugendlichen ihrerseits betreute Ferien mit kreativen und kulturellen Beiprogrammen verbringen konnten.
1975 wurden neue effektive Arbeitsstrukturen entwickelt und umgesetzt: Die gemeinnützige Kurt-Juster-Heim Gesellschaft für Behinderte mbH wurde als Tochtergesellschaft Trägerin aller bestehenden und folgenden Einrichtungen des Vereins. 1975 erfolgte die Mitgründung der Hamburger Landesarbeitsgemeinschaft für Behinderte e.V. (mit Hans J. Lührs als stellvertretendem Vorsitzenden). 1977 wurde die Tagesstätte Ilse Wilms für Jugendliche und Erwachsene mit schweren Behinderungen in Betrieb genommen. 1978 bezogen zehn Menschen mit Behinderungen den ‘Seehof Fünfhausen’ als erste teil-betreute Wohngruppe; in der Zukunft folgten 49 weitere selbstständige oder betreute Wohngruppen. 1981 erhielten der Verein und dessen Tochtergesellschaft ein eigenes Zentrum mit dem Hildegard-Schürer-Haus am Südring in Hamburg-Winterhude. Im gleichen Jahr schlossen sich der Harburger und der Hamburger Spastikerverein zusammen. Neue Wohngruppen entstanden in Bergedorf, in der Isestraße und in Finkenwerder (später Nessdeich).
1982 erfolgte die Eröffnung der Wohngruppen Holstentwiete, Erlenbruch und 1983 die Eröffnung der Wohngruppen Pulverhof und Neugraben und der Frühförderstelle in Sinstorf. 1984 folgten weitere Wohngruppen am Buchenkamp, auf dem Cremon und im Carla-Teigeler-Haus. 1985 veranstaltet der Verein ein internationales Symposium „Was heißt hier wohnen?“, das die vorausgegangenen Bemühungen fortsetzte, Baunormen und eine größere Aufmerksamkeit für das Behindertenbauen bei Architekten und Stadtplanern zu fördern. Im selben Jahr wurde eine neue Wohngruppe am Köhlbrand eröffnet und verstärkte Initiativen der Erwachsenenbildung begonnen.
Der Start der Wohngruppen Buchenring und Allermöhe erfolgte 1986, im Jahr darauf die Eröffnung weiterer Wohngruppen: Am Fleet, Mümmelmannsberg und Osterbek. Die Gründung des Vereins Hilfsmittelberatung für behinderte Menschen e. V. (später: Barrierefrei Leben) erfolgte unter Mitwirkung von Herrn Lührs. 1988 wurden Modelle der pädagogische Betreuung im eigenen Wohnraum erprobt und die Wohngruppe Am Kupferteich eröffnet. 1989 nahm die Koordinationsrunde Erwachsenenbildung Hamburg in Zusammenarbeit mit der Lebenshilfe und der Stiftung Alsterdorf ihre Arbeit auf. Zwei weitere Wohngruppen am Fischmarkt und in der Schwarzenbergstraße wurden eröffnet.
1991 wurde der Diplom-Volkswirt Horst Franke Vorsitzender des Vereins. Die Wohngruppe am Neugrabener Dorf öffnete ihre Tore. Im Zusammenhang mit dem 1993 eingeführten Betreuungsgesetz, welche das alte Vormundschaftsrecht ablöste, richtete der Verein eine eigene Arbeitsstelle Betreuungsgesetz ein, welche Behinderte und ihre Angehörigen aufgrund der neuen und je aktualisierten sozialpolitischen Vorgaben berät und betreut. Mit dem Start der Pflegeversicherung wurde der Ambulante Pflegedienst aufgebaut.
Zusammen mit dem Thalia Treffpunkt des Thalia Theaters startete der Verein 1993 das integrative Theaterprojekt Eisenhans. Es wird seitdem vom Freundeskreis Eisenhans unterstützt. Die Wohngruppen Friedensallee wurde 1993 eingerichtet. 1994 öffneten die Wohngruppen Blomkamp, Norderschulweg und Wismarer Straße ihre Türen; 1995 folgte die Wohngruppe Grothwisch. Zum vierzigsten Jubiläum 1996 gab sich der Verein einen neuen Namen: Aus dem Hamburger Spastikerverein wurde Leben mit Behinderung Hamburg Elternverein e.V. und die Kurt-Juster-Heim Gesellschaft für Behinderte mbH wurde zur Leben mit Behinderung Hamburg Sozialeinrichtungen gemeinnützige GmbH. In der neuen Tagesstätte Randersweide wurde 1996 ein neues integratives Arbeitskonzept entwickelt, das in anderen Tagesstätten Nachfolger fand. 1996 erfolgte die Eröffnung der Wohngruppe Stellbrinkweg.
1997 zählte der Verein über 1000 Mitglieder. Die Eröffnung der Wohngruppen Wilhelmine-Hundert-Weg und Swattenweg erfolgte im gleichen Jahr. 1998 richtete der Verein die Fachtagung „Behindert Wohnen – Perspektiven und europäische Modelle für Menschen mit schweren und mehrfachen Behinderungen“ gemeinsam mit dem Bundesverband für Körper- und Mehrfachbehinderte aus. 1999 wurde Angelika Allers Vorsitzende des Elternvereins. 
2000 veranstaltete der Verein die Messe und Fachtagung „Arbeit ist möglich“ gemeinsam mit dem Bundesverband für körper- und mehrfachbehinderte Menschen e. V. In der Saarlandstraße wurde im selben Jahr ein neues „Projekt Betreutes Wohnen“ begonnen.
2001 initiierte der Verein eine neue Stiftung: In der Hamburger Gemeinschaftsstiftung für behinderte Menschen engagieren sich seitdem Angehörige und Freunde behinderter Menschen und Hamburger Unternehmen. 2002 erfolgte der Start eines zweijährigen Modellprojekts: Kommunikations- und Begegnungsmöglichkeiten von älteren Menschen mit und ohne Behinderungen in Bergstedt. 2003 richtete der Verein zwei neue Stellen ein: eine Stelle zur Qualitätssicherung sowie eine Beratungsstelle Unterstützte Kommunikation, die Menschen bei öffentlicher und behördlicher Kommunikation hilft, die nicht oder schwer verständlich sprechen. 2004 erfolgte eine neue Initiative zum weiteren Ausbau der Freiwilligenarbeit.
2005 entwickelte der Verein ein neues Wohnkonzept: In der Hausgemeinschaft können behinderte Menschen alleine und dennoch in Gemeinschaft betreut leben. Ein Monatlicher Treffpunkt für Angehörige kam hinzu: Im Elternforum Behindertenhilfe im Umbruch wird seitdem informiert, diskutiert und auf gesellschaftliche und politische Diskussionen in der Stadt und im Bundesgebiet Einfluss genommen. Neue Impulse für die Freiwilligenarbeit resultierten in dem Generationsübergreifenden Freiwilligendienst (GüF). Der „GoldenHans“, ein Preis für behinderte Theater-Darsteller, wurde 2005 zum ersten Mal in Zusammenarbeit mit dem Thalia Treffpunkt des Thalia Theaters vergeben.
2006 zogen 19 Bewohner in die Hausgemeinschaft Max B im Schanzenviertel. Zudem wurde eine ‘Wohnschule’ gegründet, die es behinderten Mietern ermöglicht, das alleinige selbstständige Wohnen schrittweise zu erlernen. Die Pflegedienste bekamen ein eigenes organisatorisches Dach: Leben mit Behinderung Hamburg Pflegedienst gGmbH. In Hamburg-Rahlstedt entstand ein neues Wohnprojekt für selbstständig alleinlebende junge Menschen mit schweren Behinderungen; gegründet unter Mitarbeit der Leben mit Behinderung Hamburg Pflegedienst gGmbH und dem Club 68 Die Helfer e. V. 2007. Auch erarbeitete der Verein neue Strukturen für die Mitbestimmung: Der Wohngruppenbeirat wurde zur Interessensvertretung der Nutzer und Nutzerinnen. Im gleichen Jahre wurden viele Wohngruppen in ambulante Hausgemeinschaften umgewandelt. In diesem Jahr entstand ein Ferienhort für behinderte Kinder ganztags arbeitender Eltern.
2008 präsentierte der Verein auf dem Fachtag Wohnen die erste wissenschaftliche Untersuchung über die Zufriedenheit behinderter Menschen mit neuen selbst bestimmten Wohnformen. Die Frühförderstelle des Vereins eröffnete eine Zweigstelle in Hamburg-Wilhelmsburg; diese richtet sich verstärkt an Behinderte und deren Familien mit Migrationshintergrund. Ein zweiter Standort des Vereins „An der Fabrik“ wurde gemeinsam mit dem Pflegedienst und den Sozialen Diensten West in Altona eröffnet. 2008 wurde Mario Juers Vorsitzender im Vorstand des Elternvereins.
2009 entstand das Feinwerk: Eine zweijährige Berufsbildung für Menschen mit schwerer Behinderung wird in allen Tagesstätten angeboten und auf einem Fachtag bundesweit vorgestellt. Die UN-Behindertenrechtskonvention beflügelte viele Initiativen des Vereins, die ‘Hamburger Haushaltskonsolidierung’ brachte zeitgleich erhebliche Herausforderungen und Probleme. Die Gesellschafterversammlung setzte 2009 für die Sozialeinrichtungen einen Aufsichtsrat ein. Im August desselben Jahres startete der Hamburger Kulturschlüssel: Leben mit Behinderung Hamburg erweiterte seine Zielgruppen und ermöglicht Menschen mit Behinderung, Senioren, die von Grundsicherung leben und Menschen mit Migrationshintergrund eine verstärkte Teilhabe am kulturellen Leben. Zu dieser Zeit startete der Verein die Kampagne „Geben gibt“ mit der Hamburger Gemeinschaftsstiftung. Die Hausgemeinschaft Eisenwerk wurde 2009 im Quartier Autofreies Wohnen Barmbek eröffnet.
2010 wurde das Hildegard-Schürer Haus in eine Hausgemeinschaft für Senioren umgewandelt und baulich angepasst. Mit der Wohngruppe Südring wurde eine Wohngemeinschaft nur für Senioren mit Demenz eingerichtet. Das Atelier Freistil wurde für künstlerische Arbeit zur Verfügung gestellt. Im März 2010 erhielt das Ausbildungsprogramm der Tagesstätten Feinwerk den Bildungspreis und die Auszeichnung „exzellent“ der Bundesarbeitsgemeinschaft der Werkstätten für behinderte Menschen. „Auf Achse“ startete mit Arbeitsprojekten außerhalb der Tagesstätten. Im Juni 2010 erschien die von Bodo Schümann erarbeitete Biographie des Vereinsgründers Kurt Juster.
Im Wahlkampf zur Hamburger Bürgerschaft 2011 forderte der Elternverein schulische Inklusion für Kinder mit Behinderung wo immer möglich. Im Juni desselben Jahres wurde die Lernwerkstatt Friesenweg eröffnet. Im Juli erfolgte der Einzug in das neue Wohnprojekt „Selbst + Sicher“ und im Oktober startete die Hausgemeinschaft Margarete im Schanzenviertel. Der Freundeskreis von Leben mit Behinderung Hamburg, der sich das Akquirieren von Spenden zum Ziel gesetzt hat, gründete sich. Im April 2012 fand erstmals die Tagung von „Leben Pur“ in Hamburg statt. Das Hauptthema war „Arbeit und Bildung für Menschen mit schwerer Behinderung“. Im Juni 2012 startete die Initiative für das Medizinische Zentrum für Erwachsene mit Behinderung und eine bessere medizinische Versorgung in den Stadtteilen.
Im April 2013 wurde das Projekt „Wunschwege“ zur persönlichen Zukunftsplanung Behinderter begonnen; eine Fachtagung mit 400 Gästen fand in der Staatlichen Jugendmusikschule Hamburg im November statt. Im März 2014 diskutierten Elternvertreter des Vereins mit Sozialsenator Scheele und dem Geschäftsführer der Sozialeinrichtungen Stephan Peiffer das fünfjährige Trägerbudget. Im April erhielt „Auf Achse“ den Preis der Deutschen Heilpädagogischen Gesellschaft (DHG). In Hamburg-Bergedorf eröffnet die Hausgemeinschaft Gojenberg. 2015 wurde Martin Eckert hauptamtlicher Geschäftsführer von Verein und Gesellschaft und Vorsitzender des Vorstands; Kerrin Stumpf wurde Geschäftsführerin des Elternvereins. Im Spätsommer 2015 wurde eine neue Hort- und Ganztagsbetreuung in Kooperation mit sechs speziellen Sonderschulen eingeführt. Im Oktober startete die Inklusive Hausgemeinschaft Shanghaiallee in der Hamburger HafenCity. Menschen mit und ohne Behinderung wohnen dort gemeinsam in Vierer-Wohneinheiten. Zum 60. Jubiläum des Vereins 2016 veranstaltete der Verein ein umfangreiches Fest-, Informations- sowie Rekrutierungsprogramm für weitere Mitglieder und Freiwillige.